# Power Rangers Ninja Storm (videojuego)
Power Rangers Ninja Storm es un videojuego de lucha de desplazamiento lateral, basado en la serie de televisión Power Rangers Ninja Storm. El juego usa contraseñas para seguir el progreso.

## Jugabilidad
Los seis Ninja Storm Rangers son jugables, cada uno con sus propias habilidades. El ataque especial del Red Wind Ranger es Hawk Blaster, el ataque especial del Blue Wind Ranger es Sonic Fin, el ataque especial del Yellow Wind Ranger es Lion Hammer, el ataque especial del Crimson Thunder Ranger es Crimson Blaster, el ataque especial del Navy Thunder Ranger es Navy Antler y finalmente el Green Samurai El ataque especial de Ranger es Shuriken Spin.
El jugador selecciona uno de los seis rangers, lo que afecta el nivel de juego. Los enemigos menores aparecen primero, seguidos del jefe principal del nivel. Después de derrotar al jefe, crece a un tamaño gigante y el jugador toma el control de uno de los tres Megazords (determinado por el ranger seleccionado: el ranger rojo, azul o amarillo usa el Storm Megazord; Crimson o Navy Ranger usa el Thunder Megazord; y Green Ranger usa Samurai Star Megazord). Los niveles de Megazord presentan eventos de tiempo rápido en los que el jugador debe presionar el botón correcto que se muestra en la pantalla para lanzar ataques exitosos contra el oponente.

## Recepción
La versión de Game Boy Advance tiene una puntuación del 50 por ciento en GameRankings, según nueve reseñas.Según Metacritic, la versión Game Boy Advance del juego recibió «críticas mixtas o promedio».